# Валя-Сасулуй (Алба)
Валя-Сасулуй (рум. Valea Sasului) — село у повіті Алба в Румунії. Входить до складу комуни Шона.
Село розташоване на відстані 261 км на північний захід від Бухареста, 41 км на північний схід від Алба-Юлії, 63 км на південний схід від Клуж-Напоки, 140 км на північний захід від Брашова.

## Населення
За даними перепису населення 2002 року у селі проживали 34 особи, з них 33 особи (97,1%) румунів. Рідною мовою 33 особи (97,1%) назвали румунську.